# Энни Дуглас Ричардс
 Энни Дуглас Ричардс  (англ. Annie Douglas Richards, урожденная — как: «Анна Клер Дуглас») — вымышленный персонаж, главная героиня, злодейка и антагонист американской телевизионной мыльной оперы NBC — Сансет Бич, роль которой исполняла — на протяжении всего сериала — Сара Бакстон. О создании и разработке персонажа — было объявлено в 1996 году — ещё задолго до демонстрации сериала в телеэфире. Создатель сериала Аарон Спеллинг — помог создать внешнюю атрибутику и стиль Энни. Энни была охарактеризована, как: богатая и, испорченная деньгами — рисковая рыжая девушка лет 30, пытающаяся добиться своего счастья, денег и любви любыми способами(в том числе и преступными), злая и стервозная снаружи, тем не менее постепенно нашупывающая путь глубоких перемен и исправления очень глубоко у себя внутри. Энни также стала известна своими развитыми интуитивными психоаналитическими способностями и проницательностью. Этот персонаж также занимал центральное место в различных сюрреалистических фантазийных последовательностях в эпизодах на протяжении всего пробега шоу. Они были встречены с восторгом и с энтузиазмом — некоторыми критиками сериала. Бакстон была номинирована на одну премию «Эмми» — за её изображение, а Энни была признана — одним из самых главных, харизматичных, ярких и популярных персонажей — на шоу.

## Создание и развитие персонажа
Кастинг Сара Бакстон прошла ещё — в октябре 1996 года, ещё за долго до того, как Сансет Бич — стартовал в эфире. Образ Энни был запланирован в виде: «сексуальной, взбалмошной, избалованной и испорченной деньгами — жительницы местной пляжной шикарной виллы». Создатель сериала — Аарон Спеллинг — был недоволен выбором стиля для Энни, который сделали режиссёры и сценаристы.
Аарон Спеллинг — решил сам выбрать внешний стиль Энни, потому что чувствовал, что юбки, сапоги и низкие висячие ожерелья соответствовали бы образу его персонажа. Он также хотел, чтобы у Энни были рыжие волосы, но был — недоволен выбором из имеющихся париков, и ему удалось убедить Бакстон — перекрасить её волосы из черных в рыжие.
Энни охарактеризовывалась, как «высокая, высокомерная, топовая, алчная, злобная и коварная и модная мегера» — с незатейливой, с подвешенной моралью, и была показана как: «бедная, одинокая, маленькая богатая, избалованная девочка, но около 30 лет». Энни была известна своим участием в различных фантазийных, сюрреалистических последовательностях в эпизодах за все время пробега сериала. Сценаристы также наняли и Гари Оуэнса — для озвучивания одной из фантазий Энни, в то время как комик Хоуи Мэндел и телеведущие — Джерри Спрингер и Лиза Гиббонс, вместе, сыгравшие самих мебя — подписались в контракте с сериалом на их участие в своих игровых шоу «в её сценах-фантазиях».
Подобно Карли Мэннинг — из Дней нашей жизни в 1993-м, созданной спец.-консультантом сюжетной линии по ужасам и катастрофам — Джеймсом Рэйли — Энни — также оказалась печально известным «предметом» — его основной сюжетной линии — Сансет Бич в 1997 году, в которой она оказалась в ловушке — под запертой крышкой — в запертом гробу, который внезапно и изначально незапланированно — был отправлен
— в печь крематория, после чего её на какое-то время все считали заживо сгоревшей в печи, «похоронив её заживо» — в то время как она благополучно все пережила, и, инсценировав свою гибель, притворялась мертвой некоторое время… Необычайно живучий и экстравагантный, где-то гламурный и узнаваемый рисковый стервозный образ и
характер злодейки представленный Бакстон — позволил ей стать одной из самых популярных персонажей на шоу, злодейкой#1 в сериале. Этот персонаж оказался на столько популярным и важных — среди других в сериале, что её изначальная история жизни в сериале — была представлена в отдельном эпизоде, наряду с историей Оливии, Мег, Рикардо и Майкла — среди недельного периода специальных выпусков на NBC в конце июля 1997 года.
Сама же Бакстон, оставшаяся верной своей героине на протяжении всего времени вплоть до финала сериала, в отличие от других актёров — также игравших главные роли и её «коллег по цеху» (Уорд, Сибриана, Гриффина, Спеллинга и Хескин), которые оставляли его на некоторое время, высказывая до этого часто о своих намерениях навсегда его покинуть — ближе к концу и за несколько месяцев до финала, часто признавалась, что порой сравнивала её смешные, шутливые и саркастические высказывания с аналогичными цитатами героини из какого-нибудь прайм-тайм — ситкома или шоу.

## Основные сюжетные линии
Анна Клер Дуглас — всегда была импульсивной и вспыльчивой, взбалмошной и рисковой рыжей красоткой. Большинство сказали бы, что она была лучшей героиней и телезлодейкой в сериале «Сансет Бич» с возрастом — около 30 лет. С самого первого дня Энни — строила планы, как завоевать расположение, любовь и привязанность — Бена Эванса (Клайв Робертсон) — больше чем просто простая дружба, которую он мог бы ей предложить, пытаясь привлечь его внимание и тратя все деньги своего отца(пытаясь также привлечь этим и его внимание), вместо платы за учёбу и пропуская колледж, при этом будучи всегда в центре внимания в ночном клубе Бена: «Бездна». После того как её отец — Дэл Дуглас (Джон Рейли) — был застрелен, Энни стала одной из главных подозреваемых, и в конечном счете все улики указали на неё, и тщетно пытаясь бороться за свою невиновность через органы правопорядка, инсценировав попытку суицида, она решила решила сделать все(заручившись поддержкой своего друга и соседа Бена Эванса), чтобы сбежать из своей камеры предварительного заключения. До этого жила в доме вместе со своей тетей — Бетт Катценказракхи(Кэтлин Нун) — всегда подсказывающей ей правильные советы и вытаскивающей её из беды(Хотя этот дом достался в конечном итоге по основному завещанию её отца его любовнице — Оливии Ричардс(Лесли-Энн Даун) — что побудило Энни ненавидеть её так сильно, дабы втайне готовить жестокий план реванша). В то же время Энни всегда, казалось, замышляла что-то. Её главным врагом была — Мег Каммингс(Сьюзан Уорд) — женщина, которая приехала в Сансет Бич из Канзаса, и, в конце концов, переспала со своим тайным любовником по их давней интернет-переписке — Беном Эвансом, которую она возненавидела всей душой и поклялась сделать все, чтобы разлучить их…
В то же время, пытаясь сбежать от преследования полиции из больницы и надеясь в результате бежать подальше из Сансет Бич - в Новый Орлеан, Энни нашла укрытие в больничном морге в холодильнике для трупов вместе со своим покойным дядей и залезла в результате в его гроб(куда его должны были отправить перелетом в Новый Орлеан для похорон), но оказалась случайно в ловушке заблокированной под его крышкой, когда он, внезапно, и, изначально незапланированно, был отправлен в печь крематория. Несмотря на то, что все в городке посчитали её мертвой, через несколько дней она вновь внезапно появилась в доме Бена, дав ему понять, что она не умерла и что ей удалось выбраться — из печи: благодаря второму рабочему, и она решила укрываться — от Полиции и любопытных глаз — некоторое время у него дома, что, однако, было не совсем удачно, так как уже, почти спустя месяц, 6 человек знали, что она жива… Тем временем она, Бен и Мег делали все, чтобы скорее вычислить настоящего убийцу её отца, и доказать её невиновность. После того как он был найден, и все, казалось, было закончено, у Энни не оставалось в запасе ни минуты свободного времени. Она продолжала строить заговоры и козни против Мег, пытаясь заполучить Бена для себя самой любимой, например, захватывая Бена в заложники и угрожать пристрелить его, чтобы помешать их свиданию и избежать своего запланированного полицией ареста, затем подсыпая ему в стакан выпивки — снотворное, чтобы Мег решила что будто он спал вместе с ней втайне от неё, или же — головокружительным прыжком с крыши спасательной вышки, чтобы отвлечь от поцелуя Бена с Мег… И в конечном итоге, она объединила усилия с Тимом Трумэном (Дэксом Гриффином) — бывшим женихом Мег в их тайной надежде, чтобы разлучить их. Например, делая все, чтобы убедить её: что Бен - псих-убийца: что он убил свою жену Марию(ее лучшую подругу в давнем прошлом и предположительно погибшую в море — жену Бена), подделав её дневник, или втайне подбросив ей ключ от её запертой несколько лет мастерской в доме Бена (в которой Мег внезапно для себя обнаружила "кровавый беспорядок" и другие "свидетельства" "виновности Бена" в смерти/в убийстве Марии), также заперев её в загадочной пещере, но которая к несчастью для них для всех в результате взорвалась и обрушилась прямо на Бена и Мег(к счастью для них, в в конечном итоге они были спасены), где они в первый раз занялись любовью (а Энни увидела, первой лицезрев эту сцену их когда решила сделать все чтобы спасти Бена и Мег, откопав их и вытащив их из пещеры, пробравшись туда к ним с помощью потайного прохода); или же: что Бен никогда её не забудет, и всегда будет любить её без памяти, словно и не было тех 5 лет, сумев использовать гипносеанс Бена вместе с его психотерапевтом в своих корыстных тайных кознях и планах… Временами их совместные планы срабатывали и Мег даже улетела обратно в свой родной Канзас от Бена, но в конце концов Мег и Бен поймали Энни и Тима и их совместный общий заговор(который порой доходил и до любовного) против Бена и Мег и прямо в их поцелуе на стоге сена в родном селе Мег — Ладлоу в Канзасе и их козни пришли к краху, а Мег и Бен, вернувшись в Сансет Бич, вновь — помирились и вместе сошлись. Энни также временами использовала и Эдди Коннорса (Питера Бартона), чтобы он помог получить ей что-то себе в выгоду и добиться того чего она хочет…
Затем, внезапно, во Второй Части сериала, Энни оказалась вовлечена в другую — в свою основную сюжетную линию… Решив отказаться от Бена навсегда — Энни внезапно узнала, что должна выйти замуж за Грегори Ричардса (Сэма Беренса) — ближе к концу июня 1998 года, и чтобы получить крупный кусок наследства своего отца и отбить его(заветные акции компании Грегори) у его бывшей любовницы и своей соперницы по нему — у Оливии, а заодно и её мужа: она должна была следовать строгим условиям его завещания.(Ее отец крутил роман с Оливией — с женой Грегори — некогда его другом, тщетно надеясь — на развод Оливии с ним, и внушить Энни мысль, чтобы та делала попытки и дальше разрушить их брак любыми способами(подсказывая ей «нужные» и «необходимые» советы из ада — в её фантазиях: в её голове) — было его местью.) «Судьба подарила» Энни — «удачную возможность», когда дочь Грегори — Кейтлин Ричардс (Ванесса Дорман) — попросила её помочь ей найти ребёнка, которого она смогла бы представить, в дальнейшем, как своего собственного — в качестве «подарочка» на их свадебное новоселье с Коулом, после того как та лишилась своего в автомобильной аварии и была убита горем — из-за собственного приобретенного бесплодия в результате, и не могла рассказать Коулу, и кому-либо — об этом… Энни нашла лучший способ использовать эту информацию и просьбу Кейтлин — в своем новом преступном плане…
Вколов ей транквилизаторы и усыпив её, она приняла роды и украла новорождённого ребёнка у своего злейшего врага — у Оливии Блейк Ричардс (Лесли-Энн Даун) — жены Грегори, а затем отдала её мальчика в руки их дочери — Кейтлин (которая не знала, что этот ребёнок был её братом, а также мог быть и её пасынком) в ее новое "семейное гнёздышко" вместе с Коулом, а затем смогла убедить — убитую горем и забвением — страдающую Оливию(при помощи доктора Брока — врача, который помог ей в её плане, и планировал вместе с Грегори в прошлом похитить ребёнка Кейтлин, чтобы Грегори и Оливия смогли втайне «забрать» и «усыновить его», и воспитывать потом его «как своего»), что её ребёнок родился мёртвым в результате чрезмерного употребления Оливией повышенных доз спиртного… Грегори обвинил Оливию в пьянстве и в «убийстве их сына», которая так и не смогла объяснить мужу и вспомнить обстоятельства «гибели их ребёнка», и это же, конечно, постепенно, спровоцировало развод Грегори и Оливии…
Спустя несколько месяцев после «выкидыша Оливии» — Энни была счастлива, когда все-таки сумела добиться замужества с Грегори, "утешая его на столе «Либерти» — по поводу «смерти его сына», занимаясь с ним любовью, и убеждая его, что Оливия была очень пьяной во время родов, что и спровоцировало выкидыш, в то время как Оливия — убитая горем и забвением, была почти на краю пропасти.
Энни также была известна своими интуитивными и психоаналитическим способностями в сериале, например во время разгара первой истории с Дереком, который решил погубить своего брата-близнеца (и его близких), притворившись Беном, Энни одной из первой догадалась что с Беном было что-то не чисто, пошутив перед ним в офисе корпорации "Либерти", что инопланетяне похитили настоящего Бена и заменили его им.
Между прочем, сделала она это, добилась своего в своем плане с Грегори, угнав самолёт в Лас-Вегас — в одну, последнюю ночь июня 1998 года ради своей долгожданной мечты - молнеиносной свадьбы с Грегори - в ту ночь, когда она могла потерять все оставленные ей отцом свои деньги и акции и проиграть их навсегда в пользу своей соперницы — Оливии, усыпив между прочем больного пилота на пути к своей цели.(Хотя в конечном итоге она проиграла их в пользу Грегори, ловко подложивший Энни брачный контракт, ею непрочитанный перед их свадьбой).
Но, буквально, на следующий день после свадьбы Грегори и Энни, Оливия была также поражена вспомнить правду — на крестинах своего «внука», что он на самом деле её сын, Оливия хотела даже пойти в полицию. Но из-за взаимной угрозы Энни — расскрыть всем секрет о её связи с Коулом, и что её предполагаемый мертвый ребёнок — мог быть также и от Коула — в результате не стала этого делать и их общее положение дел осталось нетронутым на некоторое время и они даже пришли к некоторому нейтралитету и сотрудничеству.
Тем не менее, в сюжетной линии Третьей Части сериала, несмотря на былые разногласия, Энни решила помочь Оливии в их беде, когда они решили объединиться, чтобы спасти этого ребёнка и его хрупкую жизнь и выбраться самим из ужасной и смертельной ловушки, в результате — разрушительных толчков из-за обрушившихся на город нескольких мощных волн разрушительного землетрясения…
Никогда не упуская шанса, чтобы подпортить жизнь своей другой сопернице — Мег Каммингс, Энни внезапно обнаружила, что бывшая жена Бена и её лучшая подруга юности — Мария Торрес Эванс (Кристина Чэмберс) — на самом деле была жива и не утонула, как все считали ранее. И она снова решила с Тимом нанести, на этот раз, сокрушительный удар по паре — прямо на свадьбе Бена и Мег, подготовив её в качестве «подарочка» на послесвадебное торжество, первыми обнаружив любопытный секрет и спрятав «его» ото всех — до этого знаменательного дня. И все получилось лучше, чем они ожидали — когда воскресшая Мария, вместе с ними, ворвалась в свадебный зал банкета, поймав букет невесты, шокировав Бена, Мег, всех её родственников, и остальных…
После этого, она пыталась справиться со всем, что она сделала, особенно когда Оливия и Грегори, в начале и в середине третьей части, узнали правду о ребёнке, а Мария о её тщательно спланированном заговоре с Тимом — против Бена и Мег. И избегать западни, которые это все могло посеять: Ведь Кейтлин узнав правду — едва не убила её ножом, а Коул — привязал к кровати и чуть не скинул её со скалы, а Мария также на какое-то время была зла на неё и не желала её видеть, не в силах простить ей её интриги против Мег, но в конце концов простила её и восстановила их давнюю дружбу…
Тем не менее, она всегда продолжала стараться выбираться из создавшихся западней, надеясь, между прочем, продолжая пытаться заполучить любыми способами деньги и акции своего покойного отца(например, накачав Грегори бешеной дозой виагры, или, даже, угрожая ему и всем спрыгнуть с крыши своего дома с Грегори, если он не порвет и не аннулирует условия брачного контракта(будучи привязанной к страховочной верёвке, чуть ранее).
Между прочем Энни, будучи чуть «не задушенной проклятым рубиновым ожерельем», как и все остальные Ричардсы — были втянуты в: «Историю проклятых драгоценностей мексиканской деревушки — Росарио»… Тем не менее объединив усилия со всеми остальными, Ричардсам удалось избавиться от их чар — к Рождеству. Но не задолго до Рождества — некто неизвестный — под зашифрованным голосом названивал Энни и Кейтлин, терроризируя их постоянными телефонными звонками — тем, что он расскажет их тайну о ребёнке всем, если они они не заплатят ему миллион… И Энни была поражена обнаружить, что звонящий на её телефон — был никто иной, как втайне прознавший и подслушавший её тайну о ребёнке — её «дороголюбимый муж»…
Тем не менее ей удалось сохранить свою свободу и свой брак с Грегори благодаря секрету, который она подслушала от его бывшей жены — Оливии на её исповеди священнику, что та спала с Коулом, когда они были в браке, и что «мертвый ребёнок» на самом деле — мог быть от него, который она решила ему раскрыть. И благодаря секрету с Грегори — о его подделке теста в пользу него по документам на отцовство(Но он не знал что Энни пыталась подделать тест в пользу Коула(то есть: в свою пользу) до этого с помощью своего давнего знакомого лаборанта), но их отношения уже никогда не были изумрудными и блестящими как вначале их брака и начали напоминать — «жизнь кошки и собаки».
В то же время все Ричардсы были втянуты в «Дело об Убийстве — … другой воровки и злодейки, похитившей также Трея из детской … — Франчески Варгас», когда правда перестала быть секретом. Хотя ни она, ни Оливия, ни Кейтлин, ни Коул — не были убийцами — Энни во время дела — очень часто любила обвинять других, чтобы в конце концов — подставить их… В конечном итоге, желая подставить Коула в убийстве, она поставила под удар Фемиды правосудия его жену Кейтлин Ричардс, хотя и неосознанно, хотя ни она, ни Кейтлин, ни Коул — не были на самом деле убийцами. Вместе с Коулом, несмотря на почти смертельный с ним антагонизм немного раньше, она объединила усилия чтобы поймать и вывести истинного убийцу на чистую воду. На какое-то время было очень похоже, что Франческа и не умерла… Странная женщина с такими же волосами и с голосом, как и у Франчески, появлялась в особняке Ричардсов, терроризируя Оливию, Грегори, ЭйДжея и Кейтлин к тому же и телефонными звонками — до тех пор, пока не было показано что её убийца был на самом деле — её «дороголюбимый муж» — Грегори, и что «живая Франческа» — никто иная, как Энни — в парике, которая решила его втайне разоблачить, чтобы вынудить истинного убийцу признаться в содеянном. Грегори надеялся сбежать из страны, взяв с собой, и похитив — Трея и Кейтлин, но Коул и Энни — сумели настичь его прежде… Энни была поражена наблюдать за казалось бы — финальной дракой Коула и Грегори, на краю высокой спасательной башни, в результате чего: они со сломанными бордюрами упали оба в океан, глубоко в воду, в результате чего Коула вытащили, а тело Грегори так и не нашли…
Будучи недолго опечаленной из-за внезапной «кончины Грегори» летом 1999-го, Энни вновь объявила Оливии войну за его наследство… Она смогла также и вновь довести её до её старого недуга — до алкоголизма, после предполагаемой смерти Грегори, используя зелье, пристращающую к алкоголю — микстуру жрицы Вуду — миссис Моро — к которой часто любили наведываться за различной помощью и многие другие персонажи. Несмотря на то, что она была вовлечена в свою собственную сюжетную линию, Энни никогда не упускала шанса чтобы лишний раз, как «злобная сука» — «вцепиться в глотку» к Мег, или же поцапаться с «новой подругой» Марии — Тесс Марин, которая: «-внезапно проявила интерес к её давнему другу — Тиму». После того, как её муж был признан утонувшим в море, Энни нашла любовь — в новом директоре корпорации «Либерти» — в Джуде Кавано (в Шоне Канене), который вынудил её работать на низкооплачиваемой работе в корпорации, постепенно изменив её слегка взбалмошный, неугомонный и ленивый характер, любовь — в предполагаемом сыне ЭйДжея и брате Коула, оказавшийся, тем не менее, впоследствии - полицейским агентом, а конкретнее - тайным агентом ФБР — под тайным прикрытием… Испытывая некоторое напряжение и гнев — по отношению к нему — в самом начале, Энни — в конце-концов — поняла, что внезапно полюбила его…
Все это время она старалась получить из завещания Грегори — как можно больше и больше денег… Надеясь первой выиграть все по его завещанию у других претендентов — Оливии, Трея и Коула, она даже поехала в Лондон, и привезла оттуда «Дядю Тобайса» — дядю и временного поверенного Грегори, обещавшего, пронаблюдав за всеми — решить: кому достанется имущество Грегори: Оливии и Трею, или же его жене Энни, до тех пор пока она, и все остальные — не обнаружили правду: что Тобайс — и есть на самом деле — «покойный» и «утонувший» — Грегори в трудно узнаваемой маскировке с усами и с бородой, который вынашивал тайный план мести, чтобы подставить её и Коула за его разоблачение в прошлом — в качестве убийцы Франчески и заманить её в смертельно опасный капкан на заброшенной электростанции. Грегори надеялся на Джуда как на правую руку, заплатив ему — «за убийство Энни», но в конце-концов, Энни поняла — кто он, когда Джуд подставил свое плечо, и защитил её от разоблаченного Грегори — в самый не подходящий для неё момент, нокаутировав его и спася ее от смерти… В самом конце сериала она также решила «поумерить свой пыл интриг», попросив противоядие, у ней же, против её первого отравляющего зелья — у миссис Моро. В последних сериях — Грегори был арестован, Энни помирилась с Оливией и Мег, надеясь на счастливые и дальнейшие совместные планы — рядом со своим агентом ФБР — Джудом: в его обьятиях под их совместный Новый Год….

## Прием персонажа и отзывы критиков
"Журнал сексуальных исследований в 1999-м так прокоментировал Энни и её образ: "Энни — молодая шлюха, чуть старше 25 лет, которая спит со всеми на шоу, у кого есть что-то ценное, чего  бы она хотела глубоко получить. Она аморальная, богатая манипуляторша над людьми. В глубине своей души Энни хочет лишь настоящей дружбы и светлой любви, но до тех пор, пока это не соприкасается с её интересами выгоды и внешних требований, ибо ни то, ни другое ей по сути не выгодно. Без интриг Энни в сериале: "Сансет Бич" -  было бы очень мало того интересного, что можно было бы нащупать, рассмотреть в деле или порадоваться и посмеяться над их животрепещущими моментами..."

 За свой образ в виде Энни — Бакстон была номинирована в категории «Выдающаяся героиня в мыльной опере» в 1998 году на премии: «Дайджест мыльной оперы». Джастин Элиэс из: «The New York Times» — сказал, что сцены вражды между персонажами Бакстон и Энн-Даун — в соответствующих ролях — Энни и Оливии — проявили признаки того, что стали называть: «классикой борьбы, матча, классическим противостоянием — двух сражающихся лисиц в мыльной опере». Генри Миткевич из журнала: «Toronto Star» сказал, что Энни «бесцеремонно и стервозно кричала и истерила» — во время своих сцен в сериале, и высказал мнение, что у Бакстон была склонность «чересчур пронзительно и проникновенно — переигрывать» Энни. Редактор газеты Fort Worth Star-Telegram высказал мнение и предположил, что Энни: «-посеет много проблем и неприятностей среди персонажей в сериале». Кен Такер из «Entertainment Weekly» сказал, что Энни была во многом такой же «привлекательной, милой стервочкой» и «убаюкивающей лисицей», как и Оливия, только более «дерзкой, наглой и алчной». Критик «мыла» — Джулия Щи из Мичиганского ежедневника — в своём обзоре раскритиковала сериал с его претензиями на прайм-тайм стиль и темп ещё в его самом начале — в 11-й серии, сказав что: "- Арест Энни должен был быть закончен полицейскими: максимум — за 5 минут от начала серии, а не занимать всю серию целиком". Продолжив, что: "-Эти недоработки сценаристов подействовали на зрителей как: «вызывывающее сон-состояние», и предрекла его дальнейший провал в будущем по этой причине…
 
В книге 2008 года: «Stinkin Thinkin» Ми. Джи. Ганн сказал, что эпизоды со сновидениями и фантазиями Энни — стали одними из лучших сцен во время просмотра сериала: «Сансет Бич». Лиза Смит из газеты: «Лезвие Толедо» — восторженно встретила и похвалила «фантазии Энни» с её участием в игровых «шоу: „Джерри Спрингера“ и „…Лизы Гиббонс“», сказав, что: «Блестяще, блестяще! Поклонники знают, что только Сара Бакстон из: „Сансет Бич“, она же сексапильная — Энни Дуглас, могла бы иметь такую мечту!», в то время как Сели Гроувз из: The Dispatch — высказала мнение, что сериал: «Сансет Бич» — решил использовать фантазии Энни — о Джерри Спрингере — исключительно — в попытке получить высокие рейтинги, в его тщетной попытке, когда других способов уже просто не осталось в запасе. В журнале Южной Африки: Drum — Энни была изображена в качестве злодейки, всегда имеющей «собственные коварные и злобные замыслы», которая стала одним из самых заметных и популярных персонажей сериала. Саймон Хьюз из тележурнала: The Age — сказала, что Мег, приехав в Сансет Бич, надеясь найти любовь и привязанность Бена там вместе с ней — столкнулась с «жестокой конкуренцией» — в виде коварной и хитрой Энни, покушающейся на вожделенный «трон, рядом с принцем, то есть с „князем тьмы“». Она также высказал мнение, что она была: «… — Очень раскрепощенной женщиной, способная приправить взвешенную и скучную светскую  беседу — „острыми, неприятными и солеными“ подтекстами и намеками для других». Редактор тележурнала и газеты: «Boston Herald» и писатель — Марк Перриджерд, делая свой репортаж — о реальных участившихся случаях насилия американских женщин между друг другом — включил скриншоты всех боев Энни и Мег — на первой полосе газеты, отметив, что их драки на шоу были самыми запоминающимися и яркими, и восходили как сатирическая аллегория к реально растущему насилию между женщинами в стране в 96-97-м году.